# Колесники (Нежинский район)
Колесники́ (укр. Колісники) — село в Нежинском районе Черниговской области Украины, рядом с дренажной системой канала Смолянка. Население 530 человек. Занимает площадь 1,763 км².
Код КОАТУУ: 7423384801. Почтовый индекс: 16632. Телефонный код: +380 4631.

## Власть
Орган местного самоуправления — Колесниковский сельский совет. Почтовый адрес: 16632, Черниговская обл., Нежинский р-н, с. Колесники, ул. Гоголя, 7.

## История
В XIX веке село Колесники было в составе Мринской волости Нежинского уезда Черниговской губернии. В селе была Михайловская и Успенская церковь.